# Debrisoquine
Debrisoquine là một dẫn xuất của guanidine. Nó là một loại thuốc hạ huyết áp tương tự như guanethidine. Debrisoquine thường được sử dụng để tạo kiểu hình cho enzyme CYP2D6, một loại enzyme chuyển hóa thuốc.